# Lithocarpus qinzhouicus
Lithocarpus qinzhouicus C.C.Huang & Y.T.Chang – gatunek roślin z rodziny bukowatych (Fagaceae Dumort.). Występuje naturalnie w południowych Chinach – w regionie autonomicznym Kuangsi. 

## Morfologia
PokrójZimozielone drzewo.
LiścieBlaszka liściowa jest skórzasta, owłosiona od spodu i ma lancetowaty kształt. Mierzy 8–12 cm długości oraz 2–3 cm szerokości, jest całobrzega, ma nasadę łagodnie zbiegającą po ogonku i tępy wierzchołek. Ogonek liściowy jest owłosiony i ma 10–15 mm długości.
OwoceOrzechy o kulistym kształcie, dorastają do 10 mm długości i 15–20 mm średnicy. Osadzone są pojedynczo w miseczkach w kształcie talerza, które mierzą 15–22 mm średnicy. Orzechy otulone są w miseczkach do 20% ich długości.

## Biologia i ekologia
Rośnie w wiecznie zielonych lasach, na terenach nizinnych. Owoce dojrzewają od września do października.